# 村垣定行
村垣 定行（むらがき さだゆき、宝暦12年（1762年） - 天保3年3月10日（1832年4月10日））は江戸時代中期の旗本。最初の諱は「軌之（のりゆき）」。通称、豊吉・佐太郎・左太夫。淡路守。御庭番家筋の村垣本家4代目。子に範行、孫に範正（幕末の遣米使節の副使）がいる。

## 略歴
勘定吟味役兼御納戸頭の村垣軌文（のりふみ）の子として生まれる。安永7年（1778年）に小十人格お庭番として召し出される。天明7年（1787年）より9度に渡り「遠国御用」を務めている。お庭番家筋では最高の回数。
享和3年（1803年）に膳奉行、同4年（1804年）に勘定吟味役となる。文化2年（1805年）から翌年にかけ、松前・蝦夷地を視察。文化4年（1807年）10月、松前奉行に任命。在職中に従五位下淡路守となるが、文化9年に病のため松前奉行を辞職。文化10年（1813年）に作事奉行、文政元年（1818年）から天保3年（1832年）まで勘定奉行を務める。老中水野忠成の元で幕府財政を担当。諸国河川修復、金銀改鋳、江戸町会所貸付金管掌、諸国総石高検査など担当。天保3年（1832年）、在職中に死去。
石高は勘定奉行就任時に500石となり、文政5年に200石、同12年に500石の加増を受け、1200石となる。
蝦夷地視察に際しては目付遠山景晋が同行しており、蝦夷地の記録を「西蝦夷日記」にまとめて幕府に提出した。